# I、愛、会い
「I、愛、会い」（アイ、あい、あい）は、2008年11月19日に発売されたghostnoteの3枚目のシングル。

## 解説
前作「精一杯、僕らの歌」から2か月でのリリースとなるシングル。本作はプロデューサーに元ユニコーン（当時、現在は再結成し活動）の阿部義晴を迎えている他、エンジニアに宮島哲博を迎えている。初回仕様限定盤には、『銀魂』描き下ろしスーパークリアアナザージャケット、『銀魂』描き下ろしオリジナルカード型カレンダー（カレンダーは2009年1月末までの期間限定封入）が付く。

## 収録曲
全作詞・作曲：大平伸正
1. I、愛、会い
編曲：阿部義晴、ghostnote
  - テレビ東京系アニメ『銀魂』第11期エンディングテーマ
  - ABCテレビ『ミューパラ特区』11月度オープニングテーマ
  - 広島FM『大窪シゲキの9ジラジ』11月度エンディングテーマ
2. TOKIOメトロに乗って
編曲：ghostnote
3. 嘘みたいな夜だ Live Ver.（'08.9.8 at shibuya O-WEST）
編曲：ghostnote